# Fuck Christmas, I Got the Blues
Fuck Christmas, I Got the Blues é o segundo álbum do cantor português Paulo Furtado, The Legendary Tiger Man. As músicas I Walk The Line e Ramble são covers de Johnny Cash e Link Wray/ Milt Grant, respectivamente.

## Faixas
1. In Cold Blood
2. Fuck Christmas, I Got The Blues
3. Don't You Murder Me
4. Crawdad Hole
5. I Walk The Line
6. Love Train
7. Keep'em Dogs On It
8. Ramble
9. Your Life Is A Lie
10. Big Black Boat